# Vườn quốc gia Seoraksan

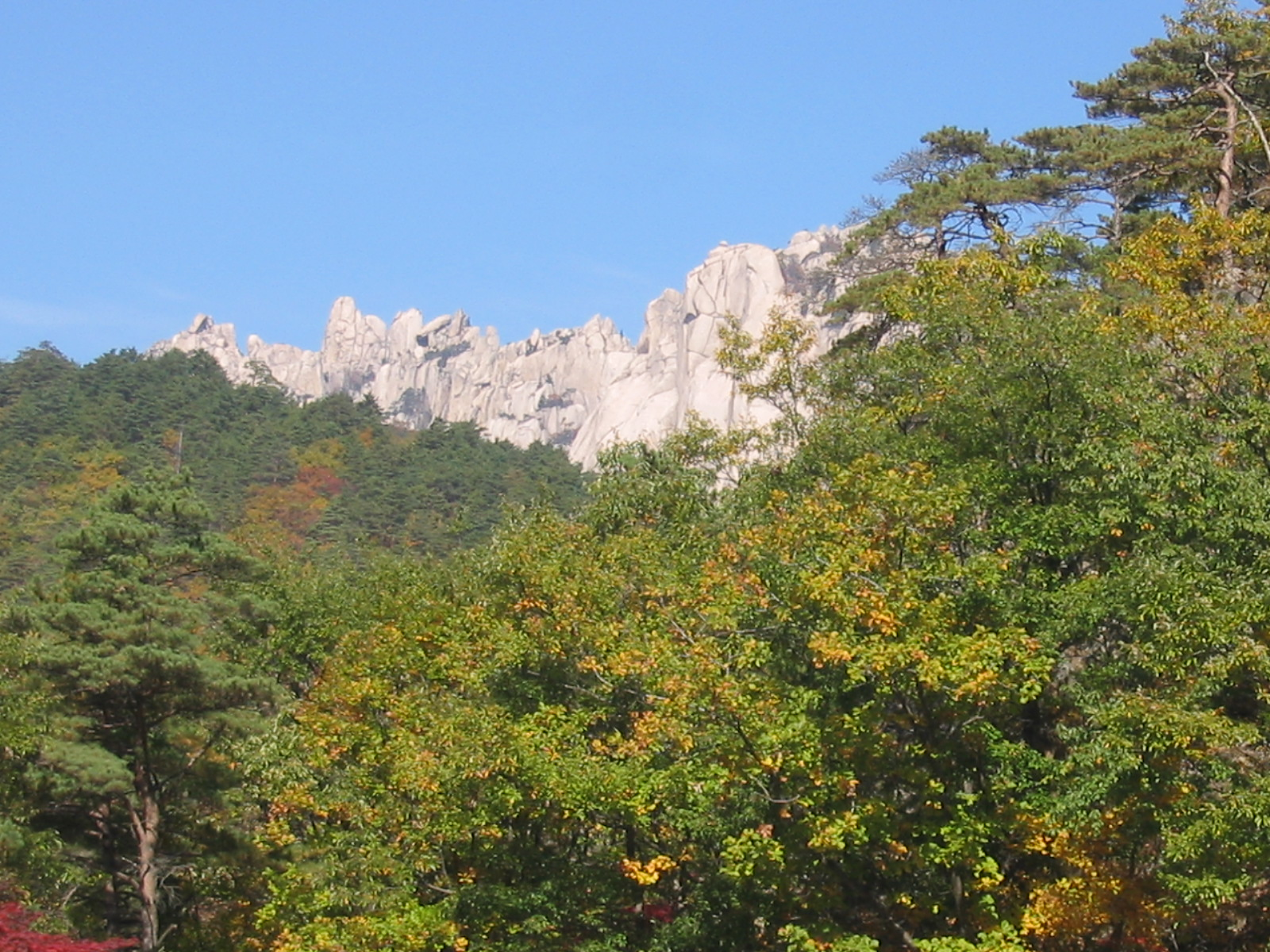
Seoraksan

Vườn quốc gia Seoraksan nằm ở tỉnh Gangwon-do, gần thành phố Sokcho, phía Đông Hàn Quốc. Đây là một trong những vườn quốc gia núi cao nhất, đẹp nhất của đất nước xứ kim chi. Vườn quốc gia núi Seoraksan nổi bật với những con đường uốn lượn quanh những cánh rừng đầy màu sắc, với đỉnh núi Daecheongbong cao hơn 1.700 m, địa danh lý tưởng cho việc leo núi và dã ngoại.
Đứng trên ngọn núi, ta có thể chiêm ngưỡng xuống thung lũng Cheonbuldong. Trong công viên, có nhiều thác nước như: Biryeong, Yukdam nằm ở bên trái thung lũng và những công trình được xây dựng tô đậm thêm cho vẻ đẹp của Seoraksan: Chùa Sinheungsa hay bức tượng phật bằng đồng..
Vườn quốc gia Seoraksan đẹp nhất là vào mùa thu với những sắc vàng và đỏ trên các sườn núi, tạo thành cảnh sắc vô cùng ấn tượng.